# Procedure (ekonomija)
Procedure su planovi koji utvrđuju neki nužan način postupanja u budućim aktivnostima. To je preciziranje kako određena aktivnost mora biti obavljena.
Procedure su kronološki nizovi zahtijevanih postupaka, tj. smjernice za akciju. One često prelaze granice odjela.
Važno je u obzir uzeti odnos između procedura i politiká.
Primjer :
Politika poduzeća može zaposlenicima odobriti godišnji odmor. Procedure uspostavljene za provedbu ove politike osigurat će raspoređivanje godišnjih odmora na način da se izbjegnu prekidi u radu.